# Israël au Concours Eurovision de la chanson 2008
Israël a participé au Concours Eurovision de la chanson 2008 à Belgrade en Serbie. C'est la 31ème participation de Israël au Concours Eurovision de la chanson.
Le pays est représenté par Boaz Mauda et la chanson The Fire in Your Eyes, sélectionné en interne par le diffuseur israélien IBA.
Israël a d'ores et déjà annoncé que le représentant de son pays au Concours Eurovision de la chanson 2008 serait le gagnant de la cinquième édition de Kokhav Nolad (saison 2007), le Pop Idol israélien qui s'avère être Boaz Mauda.
Un choix préliminaire de cinq chansons sera observé jusqu'au spectacle final, où le public et le jury voteront pour la chanson qui sera la plus digne de représenter Israël à l'Eurovision.

## Représentant et Concours
Israël avec la chanson The fire in your eyes (Le feu dans tes yeux) interprété en Anglais et en Hébreu par Boaz Mauda, se classe 5e de la première demi-finale du Concours Eurovision avec 104 points, le 20 mai 2008, et est qualifié pour la finale le 24 mai.
Lors de la finale du Concours Eurovision de la Chanson 2008, Israel et Boaz Mauda terminent 9e du concours avec 124 points.
En demi-finale, Boaz Mauda passera en 2ème position, après Stefan Filipović avec la chanson Zauvijek volim te pour le Monténégro, et avant le groupe Kreisiraadio avec la chanson Leto svet pour l'Estonie.
En finale, Boaz Mauda passera en 7ème position, après Elvir Laković avec la chanson Pokušaj pour la Bosnie-Herzégovine, et avant Teräsbetoni avec la chanson Missä miehet ratsastaa pour la Finlande.

## Carte postale
L'édition 2008, on retrouve l'écriture de Boaz Mauda qui poste une lettre adressant a ses proches. Il s'agit d'un écriture en Hébreu, lettre de Boaz Mauda lors de l'édition 2008.